# Обедня безбожника
«Обе́дня безбо́жника» (фр. La Messe de l'athée) — новелла Оноре де Бальзака (1836), вошедшая в «Человеческую комедию».
В письме к госпоже Ганской от 18 января 1836 Бальзак заявляет, что новелла «задумана, написана и напечатана в одну ночь».
 
Огюсту Борже посвящает его друг,
Де Бальзак.

## Сюжет
Доктор Бьяншон — блестящий учёный, обогативший науку не одной физиологической теорией. В свои студенческие годы он работал под руководством прославленного Деплена — одного из величайших французских хирургов, блеснувшего в науке как метеор. Деплен ярый атеист, только у него есть секрет. Однажды Бьяншон видит, как хирург заказывает мессу в церкви Сен-Сюльпис. Он не верит своим глазам и начинает следить за Депленом. Убедившись, что четыре раза в год тот заказывает обедню, Бьяншон требует объяснения от учителя. Деплен не сопротивляется и рассказывает историю своей жизни.
В молодости Деплен был очень бедным студентом. Он жил на улице Четырёх ветров. Оказавшись в трудном положении, он получил помощь от своего соседа — водоноса Буржа́. Буржа́ — сирота, уроженец Сен-Флура. У него была мечта — купить бочку и лошадь. Двадцать два года он работал и накопил нужную сумму. Но решил не тратить деньги на лошадь, а помочь Деплену выйти в люди. Впоследствии он помогал студенту во время практики, гордился им как сыном. Деплен не забыл жертвы Буржа́: исполнил его мечту — купил ему лошадь и бочку (водонос корил его за трату денег, но в его глазах светилось счастье). Деплен посвятил свою учёную диссертацию Буржа. Во время болезни Буржа Деплен много ночей просидел у изголовья кровати. В первый раз Буржа́ удалось вылечить, но через два года тот вновь заболел и скончался. Деплен чувствует, что не успел полностью отблагодарить своего благодетеля, и решает четыре раза в год, несмотря на свои убеждения, заказывать обедню.

## В России
Издавался на русском языке неоднократно:
- Два рассказа. Г. де-Бальзака. Заупокойная обедня атеиста. Пер. Д. В. Аверкиева.-- "Вести, иностр. литературы", 1893, No 1, с. 201-218.
- Заупокойная обедня атеиста. Пер. Д. В. Аверкиева.-- В кн.: Бальзак О. Собр. соч. В 20-ти т. T. 1. СПб., 1898, с. 279--293.
- Обедня безбожника. Пер. М. П. Столярова. Под ред. Б. А. Грифцова.-- В кн.: Бальзак О. де. Новеллы и рассказы. Т. 2. М.-Л., 1937, с. 143-170; Обедня безбожника. Пер. М. Столярова.-- В кн.: Бальзак О. де. Избранные произведения. М., 1949, с. 254--262; то же. 1950; Обедня безбожника. Пер. М. Столярова. [Ред. С. Емельяников].-- В кн.: Бальзак О. Рассказы. М., 1950, с. 133--151; Обедня безбожника. Пер. М. Столярова.-- В кн.: Бальзак О. Собр. соч. В 15-ти т. Т. 3. Человеческая комедия. Сцены частной жизни. [Пер. под ред. В. Дынник]. М., 1952, с. 564--582; Обедня безбожника. Пер. М. П. Столярова.-- В кн.: Бальзак О. Рассказы. М., 1953, с. 63--81; То же.-- В кн.: Бальзак О. Рассказы. М., 1953, с. 168--186. (Массовая серия); Обедня безбожника. Пер. М. Столярова. [Под ред. О. Лозовецкого].-- В кн.: Бальзак О. де. Повести и рассказы. В 2-х т. T. 1. М., 1959, с. 537-555; Обедня безбожника. Пер. М. Столярова.-- В кн.: Бальзак О. Собр. соч. В 24-х т. Т. 3. Человеческая комедия. Этюды о нравах. Сцены частной жизни. [Ред. И. А. Лилеева]. М., 1960, с. 206--224.